# Enotna Lista

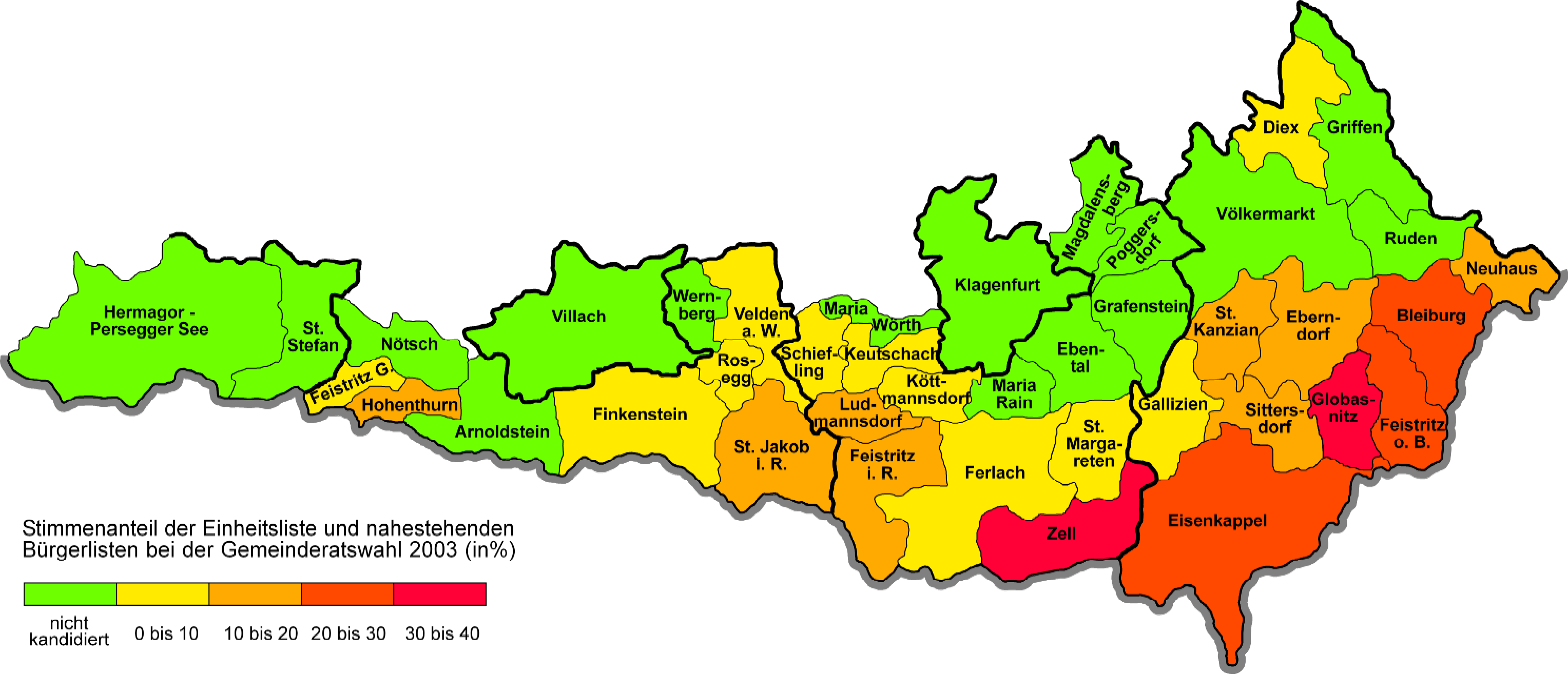
Gemeinderatswahlergebnisse der Enotna Lista 2003

Die Enotna Lista (deutsch: Einheitsliste, Abkürzung: EL) sieht sich als Sammelpartei der Kärntner Slowenen.
Da der Anteil der Kärntner Slowenen unter der Grundmandatshürde für den Kärntner Landtag liegt, kann sie dem Anspruch als Vertretung der Kärntner Slowenen auf Landesebene nur bedingt gerecht werden. Sie ist jedoch im zweisprachigen Gebiet in zahlreichen Gemeinderäten vertreten. Die Zahl der Gemeinderatsmitglieder, die von der EL gestellt werden, beträgt derzeit 47 sowie 3, die von der Gemeinsamen Liste von Grünen und Einheitsliste (GEL) sind (Stand von 2009) von insgesamt 2.552. Mit Franz Josef Smrtnik (EL) in Eisenkappel-Vellach hatte von März 2009 bis 2021 erstmals in der Geschichte Kärntens ein Vertreter der Einheitsliste das Amt des Bürgermeisters inne.
Die Mitgliedschaft und Mitarbeit in der Partei steht Angehörigen aller Volksgruppen offen.
Die Enotna Lista arbeitet eng mit den Südkärntner Bauern (Skupnost južnokoroških kmetov) zusammen, die bei der Landwirtschaftskammerwahl 2011 8,7 % der Stimmen auf sich vereinen konnten und damit erstmals 3 Mandate erhielten und seitdem den Fraktionsstatus besitzen.

## Geschichte
Seit 1890 kandidieren slowenische Listen regelmäßig auf Gemeindeebene. In der Zwischenkriegszeit organisierten sie sich in der Koroška slovenska stranka, die regelmäßig den Einzug in den Kärntner Landtag schaffte.
1973 entstand durch den Zusammenschluss verschiedener slowenischer Gemeinderatsfraktionen der Klub der slowenischen Gemeinderäte als Vorläufer der EL. Durch eine Kooperation mit den Grünen bzw. dem Liberalen Forum (LIF) stellte der Klub von 1986 bis 1990 (unter Obmann Karel Smolle) und von 1998 bis 1999 (unter Obmann Andrej Wakounig) mit Karel Smolle einen Abgeordneten im österreichischen Nationalrat.
Die EL ging 1991 aus dem Klub der slowenischen Gemeinderäte hervor. Im selben Jahr wurde mit dem EL-Vorsitzenden erstmals eine Vertretung der slowenischen Volksgruppe in den Landesvorstand des Kärntner Gemeindebundes gewählt. 2006 wurde die EL Vollmitglied der Europäischen Freien Allianz. Bei der Nationalratswahl 2008 arbeitete die EL erneut mit dem LIF zusammen: Der Volksgruppenvertreter Rudi Vouk war Spitzenkandidat des LIF in Kärnten und dessen Verfassungssprecher, dafür unterstützte die EL das Liberale Forum im Wahlkampf. Prägende Vorsitzende waren Andrej Wakounig und nach ihm Vladimir Smrtnik. 2014 übernahm Gabriel Hribar den Vorsitz. Schon damals erklärte er, die EL von einer Volksgruppen- in eine Regionalpartei überführen zu wollen, um so einerseits die Probleme der Menschen in der Volksgruppe ganzheitlicher zu denken und andererseits auch Wähler außerhalb der Volksgruppe anzusprechen.
2017 beschloss die EL gemeinsam mit anderen Vertretern unterschiedlicher kommunaler Südkärntner Wählergruppen die Bildung einer Wahlplattform für die Kärntner Landtagswahl 2018 unter dem Namen Mein Südkärnten – Moja južna Koroška. Später einigte sich die Plattform auch mit den NEOS, gemeinsam unter der Liste NEOS – Mein Südkärnten – Moja Južna Koroška zu kandidieren.